# Finale del campionato mondiale di calcio 1962
La finale del campionato mondiale di calcio 1962 fu l'incontro decisivo per l'assegnazione del titolo nella settima edizione dei mondiali di calcio.
Fu disputata il 17 giugno 1962 all'Estadio Nacional de Chile di Ñuñoa (presso Santiago del Cile) e vide la vittoria del Brasile sulla Cecoslovacchia con il risultato finale di 3-1.
Fu la prima finale mondiale disputata al di fuori dell'Europa a cui abbia partecipato una selezione del Vecchio Continente.

## Le squadre
| Squadra        | Finali disputate in precedenza (il grassetto indica la vittoria) |
| -------------- | ---------------------------------------------------------------- |
| Brasile        | 2 (1950, 1958)                                                   |
| Cecoslovacchia | 1 (1934)                                                         |

## Il cammino verso la finale
Brasile e Cecoslovacchia furono inserite nello stesso gruppo, lo vinse il Brasile con 5 punti, la Cecoslovacchia passò il turno come seconda con 3 punti; lo scontro diretto terminò 0-0.
Ai quarti il Brasile eliminò l'Inghilterra col risultato di 3-1 mentre la Cecoslovacchia ebbe la meglio sull'Ungheria per 1-0.
In semifinale il Brasile sconfisse 4-2 i padroni di casa del Cile mentre la Cecoslovacchia eliminò la Jugoslavia col risultato di 3-1.

### Tabella riassuntiva del percorso
Note: In ogni risultato sottostante, il punteggio della finalista è menzionato per primo.
| Pos. | Squadra        | Pt | G | V | N | P | GF | GS | DR |
| ---- | -------------- | -- | - | - | - | - | -- | -- | -- |
| 1.   | Brasile        | 5  | 3 | 2 | 1 | 0 | 4  | 1  | +3 |
| 2.   | Cecoslovacchia | 3  | 3 | 1 | 1 | 1 | 2  | 3  | -1 |
| 3.   | Messico        | 2  | 3 | 1 | 0 | 2 | 3  | 4  | -1 |
| 4.   | Spagna         | 2  | 3 | 1 | 0 | 2 | 2  | 3  | -1 |

| Pos. | Squadra        | Pt | G | V | N | P | GF | GS | DR |
| ---- | -------------- | -- | - | - | - | - | -- | -- | -- |
| 1.   | Brasile        | 5  | 3 | 2 | 1 | 0 | 4  | 1  | +3 |
| 2.   | Cecoslovacchia | 3  | 3 | 1 | 1 | 1 | 2  | 3  | -1 |
| 3.   | Messico        | 2  | 3 | 1 | 0 | 2 | 3  | 4  | -1 |
| 4.   | Spagna         | 2  | 3 | 1 | 0 | 2 | 2  | 3  | -1 |

## Riassunto della partita
La Cecoslovacchia andò in vantaggio con Josef Masopust al 14° su passaggio di Tomáš Pospíchal, e il Brasile rispose al 17° con Amarildo, 1-1. Prima del riposo Mário Zagallo protestò per un intervento falloso in area cecoslovacca ai suoi danni ma l'arbitro lasciò correre.
Al 69° Zózimo recuperò un pallone nella sua metà campo, Zito aprì il gioco sulla fascia sinistra per Amarildo che crossò in mezzo per lo stesso Zito che insaccò indisturbato alle spalle di Viliam Schrojf il 2-1 verdeoro; poco dopo furono i giocatori della Cecoslovacchia a protestare per un rigore non concesso: Tomáš Pospíchal crossò in mezzo l'area, la palla arrivò a Adolf Scherer che di testa smarcò Josef Jelínek che tirò in porta, ma la sua conclusione fu stoppata con un braccio da Djalma Santos, l'arbitro non fischiò.
Al 79° Vavá segnò il definitivo 3-1 per il Brasile che si aggiudicò così il suo secondo titolo mondiale (consecutivo).

## Tabellino
| Arbitro: | Latyšev |

|                                |           |              |
| Amarildo 17’ Zito 69’ Vavá 78’ | Marcatori | 15’ Masopust |

| Brasile | Cecoslovacchia |

| Brasile (4-2-4) |    |               |
|                 |    |               |
| P               | 1  | Gilmar        |
| D               | 2  | Djalma Santos |
| D               | 3  | Mauro         |
| D               | 5  | Zózimo        |
| D               | 6  | Nílton Santos |
| C               | 4  | Zito          |
| C               | 8  | Didi          |
| A               | 7  | Garrincha     |
| A               | 19 | Vavá          |
| A               | 20 | Amarildo      |
| A               | 21 | Mário Zagallo |
| CT:             |    |               |
| Aymoré Moreira  |    |               |

| Cecoslovacchia (4-3-3) |    |                   |
|                        |    |                   |
| P                      | 1  | Viliam Schrojf    |
| D                      | 12 | Jiří Tichý        |
| D                      | 3  | Ján Popluhár      |
| D                      | 5  | Svatopluk Pluskal |
| D                      | 4  | Ladislav Novák    |
| C                      | 17 | Tomáš Pospíchal   |
| C                      | 19 | Andrej Kvašňák    |
| C                      | 6  | Josef Masopust    |
| A                      | 11 | Josef Jelínek     |
| A                      | 8  | Adolf Scherer     |
| A                      | 18 | Josef Kadraba     |
| CT:                    |    |                   |
| Rudolf Vytlačil        |    |                   |

| Assistenti arbitrali: Leo Horn (Paesi Bassi) Bob Davidson (Scozia) |